# United Women's Soccer
United Women's Soccer (UWS) est une ligue semi-professionnelle féminine de soccer basée aux États-Unis. Elle est fondée en 2015 en réponse au double problème de désorganisation de la WPSL et de la disparition de la USL W-League. La première saison a eu lieu en 2016 entre mai et juillet, avec onze équipes dans deux conférences. La ligue est divisée en deux divisions depuis 2020, la première comptant actuellement 40 équipes dans 6 conférences et la deuxième 34 équipes dans 6 conférences.

## Histoire

### Contexte
À l'été 2015, la désorganisation et l'incapacité de trouver des terrains ont conduit à de nombreux changements de dernière minute dans les playoffs de la WPSL,. Ceci, combiné à un manque général de compétitivité dû à une expansion rapide, a conduit à la frustration de nombreuses équipes WPSL de longue date. L'hôte du final four de la WPSL 2014 (en) ASA Chesapeake Charge (en) choisit de sauter les playoffs de la WPSL 2015 (en), tout comme la division Sunshine entière, Fire & Ice SC ne s'est pas non plus présenté, tandis que le Mutiny de la Nouvelle-Angleterre publie une réponse menaçante sur la manière dont la WPSL était gérée et régressait.
Plus tard dans l'année, la USL W-League annonce soudainement l'arrêt de ses activités. Aucun signe extérieur indiquait que la ligue ou ses équipes étaient en difficulté, mais la ligue s'était réduite régulièrement au cours des années précédentes — de 30 équipes dans quatre divisions en 2012 à seulement 18 équipes dans trois divisions en 2015 — et bon nombre des équipes parties étaient des finalistes récents (Buffalo Flash, Vancouver Whitecaps Women, Pali Blues, Ottawa Fury Women et plusieurs équipes de la région de Washington DC), laissant relativement peu d'équipes phares.

### Fondation
Dirigées par le Mutiny de la Nouvelle-Angleterre (ancien membre de l'éphémère WPSL Elite), les cinq premières équipes d'UWS sont divulguées le 15 décembre 2015, avant l'annonce officielle de la ligue le lendemain,. Deuxième division sous la NWSL, les négociations pour sa création ont lieu depuis le début de l'intersaison de la WPSL / W-League, avec des plans pour que la ligue soit une ligue nationale de deux conférences. Les huit équipes fondatrices, toutes situées dans le nord-est des États-Unis et dans l'est du Canada, étaient le Mutiny, une autre équipe échappée de la WPSL Lancaster Inferno FC (en), les équipes de la W-League cherchant une nouvelle ligue Comètes de Laval, Rough Riders de Long Island, Magic de New York, Valkyries du North Jersey et Dynamo de Québec, ainsi que la nouvelle équipe New Jersey Copa FC (en).
UWS sera reconnue par l'USASA, comme l'étaient la W-League et la WPSL.

### Une croissance rapide
Entre la fondation et le début de la saison inaugurale, des indices de la deuxième Conférence Ouest souhaitée sont révélés fin janvier 2016 et sont officialisés le 5 février. Les cinq premières équipes annoncées sont Real Salt Lake Women (en) et Houston Aces (en) (tous deux auparavant en WPSL), et le Santa Clarita Blue Heat (en), le Colorado Storm (it) et le Colorado Pride (en) (tous auparavant en W-League),.
Le 9 mars 2016, l'Association canadienne de soccer annonce ne pas laisser les équipes de Laval et du Québec jouer dans l'UWS, laissant la ligue avec seulement 11 équipes pour sa saison inaugurale,.
Le 1er novembre 2016, le Grand Rapids FC (en) annonce la création d'une équipe féminine, qui jouera en 2017 dans une nouvelle division du Midwest de l'United Women's Soccer. Trois autres équipes du Midwest (FC Indiana, Fort Wayne United Soccer Club (en) et Detroit Sun FC) sont annoncées un mois plus tard, avec le désir d'en ajouter d'autres. Une expansion supplémentaire avant la saison 2017 comprend le Michigan Legends FC à Brighton, l'Indy Premier SC à Noblesville, la Syracuse Development Academy, le So Cal Crush FC à Montrose, et le Calgary Foothills WFC. Le 3 mars 2017, le Flash de Western New York annonce la création d'une équipe pour la saison 2017. Cette annonce intervient près de deux mois après que le club, vainqueur du championnat NWSL 2016, ait vendu ses droits de franchise NWSL et son effectif qui formeront le Courage de la Caroline du Nord. En avril, l'équipe rebaptisée Rochester Lancers (en) a rejoint le Flash dans l'ouest de New York avec une équipe UWS, les Rochester Lady Lancers (en). Ils remplacent numériquement à Rochester le Flash qui a déplacé ses activités à leur domicile d'origine de Buffalo.

### Difficultés à l'Ouest
Alors que l'UWS se stabilise dans les conférences de l'Est et du Midwest, les tentatives de création d'équipes dans l'Ouest se révèlent moins fructueuses. De 2017 à 2018, UWS est passé de seulement cinq équipes à l'Ouest du fleuve Mississippi à onze, avec le retour de la Colorado Pride, l'arrivée de l'académie de LA Galaxy OC (en) et quatre nouvelles équipes au Texas, provoquant la scission de la conférence Ouest en une conférence Ouest et Sud-Ouest. Cependant, malgré l'ajout d'une équipe dans chaque conférence pour la saison 2019, chaque conférence perd également deux équipes, dont le membre fondateur de l'UWS Real Salt Lake Women qui est rebaptisé Utah Royals Reserves pour un retour en WPSL, ce qui porte le nombre total d'équipes à l'Ouest du Mississippi à neuf. Avant la saison 2020, quatre autres équipes UWS - Houston Aces, Colorado Pride, LAG OC et El Paso Surf - rejoignent également la WPSL, ramenant le total à cinq.

### Extensions et création de la League Two
Au cours de l'inter-saison 2020, UWS continue de s'étendre, ajouter plus de clubs, menant à la création de la Conférence du Sud-Est.
Le 6 février 2020, UWS annonce la création de la UWS League Two, une deuxième division axée sur le groupe d'âge U20-U23. La League Two sera composée d'un mélange d'équipes réserves et de clubs UWS qui cherchant à rejoindre l'UWS à l'avenir. Elle comportera une relation de promotion et relégation avec UWS à partir de 2021, même si la nature de la façon dont les clubs vont monter et descendre est toujours en discussion. La conférence du Midwest est la première annoncée pour la nouvelle ligue, les quatre premières équipes de ladite conférence étant composées de trois équipes indépendantes ainsi que de la réserve du Detroit Sun FC.

### Création d'une championnat professionnel
La ligue annonce une alliance avec la National Independent Soccer Association, une ligue professionnelle masculine de soccer, le 28 janvier 2021,, dans le but de lancer une ligue professionnelle féminine en 2022. Cette potentielle ligue serait alors le deuxième niveau du football féminin professionnel aux États-Unis. De nombreux clubs NISA, y compris Detroit City FC,, Michigan Stars FC, et NJ Teamsterz FC avaient annoncé la création d'équipes féminines en UWS et UWS2.

## Finales nationales
| Saison | Champion                                                                                              | Score                                                                                                 | Finaliste                                                                                             |
| ------ | --- | --- | --- |
| 2016   | Santa Clarita Blue Heat (en)                                                                          | 2-1ap                                                                                                 | New Jersey Copa FC (en)                                                                               |
| 2017   | Grand Rapids FC (en)                                                                                  | 3-1ap                                                                                                 | Santa Clarita Blue Heat (en)                                                                          |
| 2018   | Houston Aces (en)                                                                                     | 1-0ap                                                                                                 | Lancaster Inferno FC (en)                                                                             |
| 2019   | LA Galaxy OC (en)                                                                                     | 1-0                                                                                                   | Calgary Foothills WFC                                                                                 |
| 2020   | Saison annulée en raison de la pandémie de Covid-19 Des tournois d'exhibitions régionaux ont eu lieu. | Saison annulée en raison de la pandémie de Covid-19 Des tournois d'exhibitions régionaux ont eu lieu. | Saison annulée en raison de la pandémie de Covid-19 Des tournois d'exhibitions régionaux ont eu lieu. |
| 2021   | Santa Clarita Blue Heat (en)                                                                          | 5-0                                                                                                   | Connecticut Fusion                                                                                    |
| 2022   | Chicago Mustangs (en)                                                                                 | 2-1                                                                                                   | Calgary Foothills WFC                                                                                 |

## Équipes

### UWS
| United Women's Soccer - 2021 | United Women's Soccer - 2021              | United Women's Soccer - 2021    | United Women's Soccer - 2021 | United Women's Soccer - 2021 |
| Équipe                       | Stade                                     | Ville                           | Fondation                    | Première saison UWS          |
| Conférence centrale          | Conférence centrale                       | Conférence centrale             | Conférence centrale          | Conférence centrale          |
| ---------------------------- | ----------------------------------------- | ------------------------------- | ---------------------------- | ---------------------------- |
| FC Wichita (en)              | Stryker Soccer Complex                    | Wichita, Kansas                 | 2020                         | 2021                         |
| Gretna Elite Academy         | UNO Caniglia Field                        | Omaha, Nebraska                 | 2018                         | 2021                         |
| KC Courage                   | Rockhurst University (en)                 | Overland Park, Kansas           | 2014                         | 2021                         |
| Springfield Demize (en)      | Cooper Sports Complex                     | Springfield, Missouri           | 2003                         | 2021                         |
| St. Louis Scott Gallagher    | West Community Stadium                    | Saint-Louis, Missouri           | 2020                         | 2021                         |
| Conférence Est               |                                           |                                 |                              |                              |
| Albany Rush                  |                                           | Albany, New York                | 2020                         | 2021                         |
| Brooklyn City FC             | Steinberg Athletic Complex (en)           | Brooklyn, New York              | 2017                         | 2020                         |
| Connecticut Fusion           | Farmington Sports Arena                   | Farmington, Connecticut         | 2018                         | 2018                         |
| Connecticut Rush             |                                           | New Haven, Connecticut          | 2012                         | 2021                         |
| FC Buffalo                   | Robert Rich Sr All-High Stadium           | Buffalo, New-York               |                              |                              |
| Lancaster Inferno FC (en)    | Lancaster Catholic High School (en)       | Lititz, Pennsylvanie            | 2008                         | 2016                         |
| Long Island Rough Riders     | Cy Donnelly Stadium (en)                  | Plainview, New York             | 2003                         | 2016                         |
| New England Mutiny           | Lusitano Stadium                          | Ludlow, Massachusetts           | 1999                         | 2016                         |
| New Jersey Copa FC (en)      | Mercer County Community College (en)      | Metuchen, New Jersey            | 2015                         | 2016                         |
| Rochester Lady Lancers (en)  | Marina Auto Stadium                       | Rochester, New York             | 2017                         | 2017                         |
| Scorpions SC                 |                                           | South Shore (en), Massachusetts | 1998                         | 2021                         |
| Syracuse Development Academy | Solvay High School                        | Solvay, New York                | 2004                         | 2019                         |
| Worcester Smiles             | Commerce Bank Field at Foley Stadium (en) | Worcester, Massachusetts        | 2018                         | 2018                         |
| Conférence Midwest Nord      |                                           |                                 |                              |                              |
| Corktown AFC                 | The Corner Ballpark by Adient             | Détroit, Michigan               | 2020                         | 2020                         |
| Détroit City FC              | Keyworth Stadium (en)                     | Hamtramck, Michigan             | 2019                         | 2020                         |
| Lansing United (en)          | East Lansing Soccer Complex               | Lansing, Michigan               | 2018                         | 2018                         |
| Midwest United FC (en)       | Aquinas College (en)                      | Kentwood, Michigan              | 2016                         | 2017                         |
| Muskegon Risers SC (en)      | Kehren Stadium (en)                       | Muskegon, Michigan              | 2014                         | 2020                         |
| Conférence Midwest Sud       |                                           |                                 |                              |                              |
| AFC Ann Arbor (en)           | Concordia University Ann Arbor            | Ann Arbor, Michigan             | 2014                         | 2019                         |
| Chicago KICS                 | De La Salle Institute                     | Chicago, Illinois               | 2021                         | 2021                         |
| Chicago Mustangs (en)        | Harper College                            | Palatine, Illinois              | 2012                         | 2021                         |
| Indiana Elite                | Elite Sports Complex                      | Crow Point, Indiana             |                              |                              |
| Ladies Steel City FC         | DuPage Medical Group Field (en)           | Joliet, Illinois                | 2020                         | 2020                         |
| MSC Peoria                   | Eastside Centre                           | Pekin, Illinois                 | 2020                         | 2020                         |
| Conférence Sud-Est           |                                           |                                 |                              |                              |
| Atlanta Panthers SC          | Franklin Gateway Sports Complex           | Marietta, Géorgie               | 2016                         | 2021                         |
| Louisiana FC                 | Live Oak Stadium                          | Baton Rouge, Louisiane          |                              |                              |
| Pensacola FC                 | Ashton Brosnaham Stadium                  | Pensacola, Floride              |                              |                              |
| Pensacola FC Academy         | Ashton Brosnaham Stadium                  | Pensacola, Floride              |                              |                              |
| Conférence Sud-Ouest         |                                           |                                 |                              |                              |
| Alacranes Fort Worth         | Diamond Hill HS                           | Fort Worth, Texas               |                              |                              |
| Bat Country FC               | Round Rock Multipurpose Complex (en)      | Round Rock, Texas               | 2017                         | 2020                         |
| CTX Hornets                  | Bob Shelton Stadium                       | Kyle, Texas                     |                              |                              |
| FC Austin Elite (en)         | Round Rock Multipurpose Complex (en)      | Round Rock, Texas               | 2016                         | 2018                         |
| Lone Star Republic           |                                           | Richardson, Texas               |                              |                              |
| San Antonio Athenians SC     | Warrior Stadium                           | San Antonio, Texas              | 2017                         | 2019                         |
| Side FC 92                   | Case Community RiverCity Parks            | Tulsa, Oklahoma                 | 1992                         | 2021                         |
| Williamson County FC         |                                           | Austin, Texas                   |                              |                              |
| Conférence Ouest             |                                           |                                 |                              |                              |
| Calgary Foothills WFC        | Glenmore Athletic Park                    | Calgary, Alberta                | 2015                         | 2017                         |
| Internacional CA             |                                           | Santa Ana, Californie           |                              |                              |
| Kongo SC                     | Regional Athletic Complex                 | Kaysville, Utah                 | 2013                         | 2021                         |
| Santa Clarita Blue Heat (en) | Reese Field (en)                          | Santa Clarita, Californie       | 2008                         | 2016                         |
| SASA Impact FC               | Reil Recreation Park                      | Edmonton, Alberta               | 2021                         | 2021                         |

### League Two
| UWS League 2                         | UWS League 2                              | UWS League 2                 | UWS League 2           | UWS League 2           |
| Équipe                               | Stade                                     | Ville                        | Fondation              | Première saison UWS    |
| Conférence du Michigan               | Conférence du Michigan                    | Conférence du Michigan       | Conférence du Michigan | Conférence du Michigan |
| ------------------------------------ | ----------------------------------------- | ---------------------------- | ---------------------- | ---------------------- |
| AFC Plymouth                         | Total Sports Wixom                        | Plymouth, Michigan           | 2020                   | 2021                   |
| Corktown AFC 2                       | The Corner Ballpark at Adient             | Détroit, Michigan            | 2020                   | 2021                   |
| Detroit City FC II                   | Keyworth Stadium (en)                     | Hamtramck, Michigan          | 2021                   | 2021                   |
| FC Midlamd                           | Université Northwood                      | Midland, Michigan            | 2021                   | 2021                   |
| Grand Haven Admirals                 | Grand Haven High School (en)              | Grand Haven, Michigan        | 2020                   | 2021                   |
| Livonia City FC                      |                                           | Livonia, Michigan            | 2020                   | 2021                   |
| Michigan Legends FC                  | Legacy Center Sports Complex              | Brighton, Michigan           | 2020                   | 2021                   |
| North Oakland SC                     |                                           | Waterford Township, Michigan | 1987                   | 2021                   |
| Rebels FC (en)                       |                                           | Comté de Macomb, Michigan    | 2016                   | 2021                   |
| Conférence Mid Atlantic              |                                           |                              |                        |                        |
| Annapolis United FC                  |                                           | Annapolis, Maryland          | 2018                   | 2021                   |
| Delaware Union                       |                                           | Middletown, Delaware         | 2014                   | 2021                   |
| Keystone FC                          |                                           | Mechanicsburg, Pennsylvanie  | 2010                   | 2021                   |
| Lancaster Inferno FC 2               | Lancaster Catholic High School (en)       | Lancaster, Pennsylvanie      | 2008                   | 2021                   |
| Maryland-Elite SC                    |                                           | Prince Frederick, Maryland   | 2010                   | 2021                   |
| Nova FC                              |                                           | Leesburg, Virginie           | 1998                   | 2021                   |
| Conférence de la Nouvelle-Angleterre |                                           |                              |                        |                        |
| Connecticut Fusion                   | Farmington Sports Arena                   | Farmington, Connecticut      | 2020                   | 2021                   |
| New England FC                       |                                           | Mendon, Massachusetts        | 2021                   | 2021                   |
| New England Mutiny 2                 | Lusitano Stadium                          | Ludlow, Massachusetts        | 2020                   | 2021                   |
| Upper 90 Soccer Academy              |                                           | Boston, Massachusetts        | 2021                   | 2021                   |
| Worcester Smiles 2                   | Commerce Bank Field at Foley Stadium (en) | Worcester, Massachusetts     | 2020                   | 2021                   |
| Conférence Nord-Est                  |                                           |                              |                        |                        |
| New Jersey Copa Reserves             | Mercer County Community College (en)      | Metuchen, New Jersey         | 2020                   | 2021                   |
| New Jersey Teamsterz II              | Don Ahern Veterans Stadium                | Metuchen, New Jersey         | 2020                   | 2021                   |
| Steel United New Jersey              | Pingry High School                        | Basking Ridge, New Jersey    | 2021                   | 2021                   |
| Conférence Sud-Ouest                 |                                           |                              |                        |                        |
| FC Austin Elite Reserves             | Round Rock Multipurpose Complex (en)      | Round Rock, Texas            | 2020                   | 2021                   |
| FC Austin Elite U20                  | Round Rock Multipurpose Complex (en)      | Round Rock, Texas            | 2020                   | 2021                   |
| San Antonio Athenians U23            | Warrior Stadium                           | San Antonio, Texas           | 2020                   | 2021                   |
| San Antonio Surf SC 2                |                                           | San Antonio, Texas           | 2020                   | 2021                   |
| Side FC 92 II                        | Case Community RiverCity Parks            | Tulsa, Oklahoma              | 1992                   | 2021                   |
| Conférence Sunshine                  |                                           |                              |                        |                        |
| Atletico Miami Union Deportiva       |                                           | Miami, Floride               | 1992                   | 2021                   |
| Jacksonville FC                      |                                           | Jacksonville, Floride        | 1992                   | 2021                   |
| Orlando FC Royals                    |                                           | Orlando, Floride             | 2017                   | 2021                   |
| Sportsparadize Soccer                | SportsParadize Soccer Academy             | Orlando, Floride             | 2006                   | 2021                   |
| Unity FC                             |                                           | Kissimmee, Floride           | 2018                   | 2020                   |

### Anciens membres
| Équipe                             | Stade                             | Ville                             | Fondation | Première saison UWS | Dernière saison UWS |
| ---------------------------------- | --------------------------------- | --------------------------------- | --------- | ------------------- | ------------------- |
| Colorado Pride (en)                | Washburn Field                    | Colorado Springs, Colorado        | 1994      | 2016                | 2019                |
| Colorado Storm                     | Sports Authority Stadium          | Parker, Colorado                  | 2014      | 2016                | 2016                |
| Detroit Sun FC                     | The Corner Ballpark by Adient     | Détroit, Michigan                 | 2016      | 2017                | 2019                |
| El Paso Surf                       | Socorro Athletic Complex          | El Paso, Texas                    | 2018      | 2018                | 2019                |
| FC Indiana                         | Newton Park                       | Lakeville, Indiana                | 2003      | 2017                | 2017                |
| Fort Wayne United FC Gryphons (en) | Hefner Stadium (en)               | Fort Wayne, Indiana               | 2016      | 2017                | 2018                |
| Genesee FC                         | Atwood Stadium (en)               | Flint, Michigan                   | 2018      | 2018                | 2018                |
| HAR FC                             | Houston Sports Park (en)          | Houston, Texas                    | 2018      | 2018                | 2018                |
| Houston Aces (en)                  | Houston Sports Park (en)          | Houston, Texas                    | 2012      | 2016                | 2019                |
| Indiana Union                      | Grand Park Event Center (en)      | Indianapolis, Indiana             | 2017      | 2017                |                     |
| LA Galaxy OC (en)                  | Championship Soccer Stadium (en)  | Irvine, Californie                | 2018      | 2018                | 2020                |
| Michigan Legends FC                | Legacy Center                     | Brighton, Michigan                | 2017      | 2017                | 2020                |
| New York Magic                     | Mazzella Field                    | New Rochelle, New York            | 1997      | 2016                | 2017                |
| New York Surf                      | Reinhart Field (en)               | Bronx, New York                   | 2015      | 2017                | 2018                |
| North Jersey Valkyries             | DePaul Catholic High School (en)  | Wayne, New Jersey                 | 2009      | 2016                | 2016                |
| North Texas Image                  | Old Panther Field (en)            | Duncanville, Texas                | 1964      | 2016                | 2018                |
| Puerto Rico Pride FC               | Lake Brantley High School (en)    | Altamonte Springs, Floride        | 2017      | 2020                | 2020                |
| Queen City United SC               | University of Regina Field        | Regina, Saskatchewan              | 1987      | 2019                | 2020                |
| Real Salt Lake Women (en)          | Ute Field                         | Salt Lake City, Utah              | 2008      | 2016                | 2018                |
| SoCal Crush FC                     | Crescenta Valley High School (en) | La Crescenta-Montrose, Californie | 2017      | 2017                | 2018                |
| The City FC                        | Ramirez Field (en)                | Fresno, Californie                | 2020      | 2020                |                     |
| Toledo Villa FC (en)               | Northview High School (en)        | Rossford, Ohio                    | 2017      | 2017                | 2017                |
| Western New York Flash             | All-High Stadium (en)             | Buffalo, New York                 | 2008      | 2017                | 2018                |